# Gerhild Jahn
Gerhild Jahn (* 24. Juni 1941 in Zgierz; † 21. September 1998 in Wolfenbüttel) war eine deutsche Politikerin (SPD).
Jahn besuchte zunächst die Volksschule, danach die Realschule und das Gymnasium in Seesen im Harz. Danach war sie als Verlagskauffrau in Wolfenbüttel tätig. Jahn engagierte sich nebenbei als ehrenamtliche Schöffin. So war sie am Verwaltungsgericht und am Landesarbeitsgericht von Niedersachsen tätig.
Jahn gehörte seit 1977 der SPD an. Ab 1991 war sie im Rat der Stadt Wolfenbüttel, wo sie Mitglied im Kulturausschuss war.
Im Wahlkreis 12 „Wolfenbüttel“ wurde sie bei der Landtagswahl 1994 erstmals in den Landtag von Niedersachsen gewählt. Dort setzte sie sich insbesondere gegen Ungerechtigkeit und Benachteiligung von Mädchen und Frauen ein und wurde daher auch Mitglied im
Ausschuss für Gleichberechtigung und Frauenfragen. Zudem gehörte sie dem Ausschuss für Ernährung, Landwirtschaft und Forsten, dem
Wahlprüfungsausschuss sowie dem Unterausschuss „Justizvollzug und Straffälligenhilfe“ an.
Kurz nach ihrer Wiederwahl 1998 starb sie, für sie rückte Amei Wiegel nach.